# Країна
«Країна» (с укр. — «Страна») — восьмой студийный альбом украинской певицы Ирины Билык, выпущенный 10 июня 2003 года на лейблах JRC и Mamamusic. На сегодняшний день это последний украиноязычный альбом певицы.

## Предыстория и выпуск
Работа над альбомом началась в 2001 году. В то же время Билык записывала сразу два альбома: «Країна» и его польскую версию Biłyk. Большинство песен в альбоме были написаны самой исполнительницей. Песня «До початку» была исполнена Билык на новогоднем концерте в 1999 году. Единственная не украиноязычная песня в альбоме — «Obcy ty», которая была написана на польском языке Михалом Кузьминским и также включена в предыдущий альбом Biłyk (2002). Песня «Мовчати» записана с группой «Скрябін». Текст песни «Бандуристе, орле сизий» взят из стихотворения «Маркевичу» (1840) украинского писателя Тараса Шевченко. Альбом разделен на две равные части: «Душа» и «Серце» (с укр. — «Сердце»).
Альбом был выпущен 10 июня 2003 года в Украине.
В поддержку альбома было проведено концертное турне по Украине. Билеты на все концерты были полностью распроданы.
В 2008 году альбом был переиздан компанией Moon Records в честь 20-летия творческой деятельности Ирины Билык.

## Продвижение
В 2001 году снят клип на песню «Країна» (режиссёр Алан Бадоев) был снят, но позже был смонтирован и выпущен в 2003 году в качестве музыкального клипа на песню «А мені б туди». Всего в поддержку альбома было снято ещё семь музыкальных клипов: «Не плач, Марічко» (2002, режиссёр Максим Паперник), «Дорога» (2002, режиссёр Виктор Придувалов), «Країна» (2002, режиссёр Паперник), «Ты ангел» (2002, режиссёр Паперник), «Твої руки» (2003, режиссёр Паперник) и «Мовчати» (2003, режиссёр Придувалов). Клип на песню «Бандуристе, орле сизий» был снят Аланом Бадоевым в 2004 году, но вышел только в 2012 году.

## Отзывы и признание
Рецензент портала UMKA Антон Йожик Лейба заявил, что данный альбом не является легкомысленной попсой, поскольку вынуждают задумываться, что, по его мнению, является одной из изюминок песен Ирины Билык. Автор признался, что благодаря внутренней легкости, приподнятости мелодий альбом в целом не нагружает, а захватывает и окрыляет. Подводя итог, он отметил, что новый альбом является не констатацией, а шагом вперед.
В 2020 году песня «Мовчати» была включена в список «20 знаковых песен за 20 лет» украинской музыкальной премии YUNA.

## Список композиций
| №                   | Название                 | Текст песни                  | Музыка                                                              | Длительность |
| ------------------- | ------------------------ | ---------------------------- | ------------------------------------------------------------------- | ------------ |
| 1.                  | «Дорога»                 | Ирина Билык, Пётр Мага       | Сергей Доценко                                                      | 3:36         |
| 2.                  | «Твої руки»              | Ирина Билык                  | Сергей Доценко                                                      | 4:00         |
| 3.                  | «Obcy ty»                | Михал Кузминский             | Ирина Билык                                                         | 4:16         |
| 4.                  | «Я відріжу хвилі»        | Ирина Билык                  | Ирина Билык, Сергей Доценко                                         | 4:19         |
| 5.                  | «Sorry»                  | Ирина Билык                  | Ирина Билык                                                         | 4:13         |
| 6.                  | «Ти ангел»               | Ирина Билык                  | Ирина Билык                                                         | 4:31         |
| 7.                  | «Мовчати»                | Андрей Кузьменко             | Сергей Гера, Андрей Кузьменко, Андрей Подлужный, Алексей Завольский | 4:28         |
| 8.                  | «Країна»                 | Анатолий Матвийчук           | Ирина Билык                                                         | 3:46         |
| 9.                  | «А мені б туди»          | Анатолий Матвийчук           | Ирина Билык                                                         | 3:53         |
| 10.                 | «38»                     | Ирина Билык, Фёдор Млинченко | Сергей Доценко                                                      | 3:51         |
| 11.                 | «Не плач, Марічко»       | Ирина Билык, Фёдор Млинченко | Ирина Билык                                                         | 5:06         |
| 12.                 | «Через високі гори»      | Ирина Билык, Пётр Мага       | Сергей Доценко                                                      | 3:37         |
| 13.                 | «Бандуристе, орле сизий» | Тарас Шевченко               | Александр Тищенко                                                   | 5:22         |
| 14.                 | «До початку»             | Анатолий Матвийчук           | Ирина Билык                                                         | 3:41         |
| Общая длительность: | Общая длительность:      | Общая длительность:          | Общая длительность:                                                 | 59:00        |

| №   | Название         | Текст песни            | Музыка         | Длительность |
| --- | ---------------- | ---------------------- | -------------- | ------------ |
| 15. | «Дорога» (Remix) | Ирина Билык, Пётр Мага | Сергей Доценко | 2:53         |
| 16. | «Країна» (Remix) | Анатолий Матвийчук     | Ирина Билык    | 3:39         |

## Участники записи
- Ирина Билык — вокал, автор песен (1-6, 8-12, 13)[7]
- Олег Барабаш — запись (8), микширование (8)
- Жан Болотов — клавишные (8, 9, 11, 14), запись (8, 9, 11), микширование (8, 9, 11), аранжировка (8, 9, 11, 14), программирование (8, 9, 11, 14)
- Сергей Добровольский — гитара (1-4, 6-10, 12-14), запись, микширование
- Сергей Доценко — клавишные (1-7, 10, 12, 13), гитара (1-6, 10, 12, 13), перкуссия (2), бэк-вокал (2-4, 10, 12, 13), аранжировка (1-7, 10, 12, 13), программирование (1-7, 10, 12, 13), запись (5)
- Олесь Журавчак — флейта (3, 8, 9), цимбалы (9), варган (9), окарина (9)
- Алексей Зволинский — гитара (7)
- Дмитрий Климашенко — вокал (5)
- Сергей Климашенко — туба (11)
- Владимир Копот — труба (8, 11)
- Эдуард Коссе — баян (6, 8, 9)
- Юрий Лич — сведение
- Нина Мирвода — бэк-вокал (9)
- Мирослав Назарчук — цимбалы (9)
- Наталья Ребрик — бэк-вокал (9)
- Скрябін — вокал (7)
- Виталий Савенко — бас-гитара (13)
- Украинский фан-клуб — бэк-вокал (10)